# تشارلز كوريغان
تشارلز كوريغان هو لاعب هوكي جليد كندي، ولد في 22 مايو 1916، وتوفي في 23 يونيو 1988.

## وصلات خارجية
- تشارلز كوريغان على موقع دوري الهوكي الوطني (الإنجليزية)
- تشارلز كوريغان على موقع EliteProspects.com (الإنجليزية)
- تشارلز كوريغان على موقع HockeyDB.com (الإنجليزية)
- تشارلز كوريغان على موقع Hockey-Reference.com (الإنجليزية)